# Bătălia de la Fuentes de Oñoro
Bătălia de la Fuentes de Oñoro a avut loc între 3 și 5 mai 1811 și a opus o armată anglo-portugheză comandată de ducele de Wellington unei armate franceze superioare numeric, sub comanda Mareșalului Masséna. Bătălia a fost o încercare a francezilor de a despresura orașul Almeida, asediat de britanici. Bătălia s-a încheiat cu o victorie anglo-portugheză și a dus la demiterea Mareșalului francez de la comanda „Armatei din Portugalia”, acesta fiind înlocuit cu Mareșalul Marmont.